# Rojas (Argentyna)
Rojas – miasto w Argentynie, w prowincji Buenos Aires, stolica partido Rojas.
Według danych szacunkowych na rok 2010 miejscowość liczyła 19 766 mieszkańców.